# شهرستان اوتر تیل (مینه‌سوتا)
شهرستان اوتر تیل، مینه‌سوتا (به انگلیسی: Otter Tail County, Minnesota) شهرستانی در ایالات متحده آمریکا است که در مینه‌سوتا واقع شده‌است.